# Epitola mus
Epitola mus är en fjärilsart som beskrevs av Suffert 1904. Epitola mus ingår i släktet Epitola och familjen juvelvingar. Inga underarter finns listade i Catalogue of Life.